# ソフィア・オブ・グロスター
ソフィア・マティルダ・オブ・グロスター（Sophia Matilda of Gloucester, 1773年5月29日 - 1844年11月29日）は、ハノーヴァー家統治期のイギリス王家の一員。ジョージ2世の曾孫で、ジョージ3世の姪である。

## 生涯

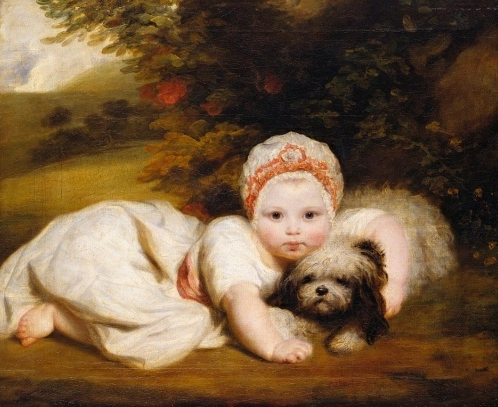
グロスター公爵家のソフィア王女、1774年

ジョージ3世の弟の1人グロスター＝エディンバラ公爵ウィリアム・ヘンリーと、その妻のマリア・ウォルポールの間の第1子、長女として生まれた。母方の曽祖父はイギリス初代首相ロバート・ウォルポールである。1773年6月26日にウェイマスのグロスター・ハウスにおいて、セント・デイヴィッズ司教チャールズ・モス（Charles Moss）により洗礼を受けた。代父母は叔父のカンバーランド公爵ヘンリー・フレデリックと妻の公爵夫人アン、叔母のデンマーク王妃キャロライン・マティルダ（代理を立てた）であった。
王族としての敬称は出生時にはハイネス（Her Highness）だったが、1816年に弟のウィリアム・フレデリックがジョージ3世の四女メアリー王女と結婚して敬称をロイヤル・ハイネス（His Royal Highness）へと引き上げられた際、姉弟間の地位を釣り合いをとるために、ソフィアも摂政宮（後のジョージ4世）によってロイヤル・ハイネス（Her Royal Highness）を授けられた。
王家の中では、ジョージ3世の三男クラレンス公爵（後のウィリアム4世）の結婚相手になることが想定されていたが、ソフィアもクラレンス公爵も結婚する気は全くなかった。ソフィアは生涯独身を通し、ウィンザー郊外の村ウィンクフィールドにあるニュー・ロッジで静かに暮らした。1844年に死去し、ウィンザーのセント・ジョージ礼拝堂にある王家の納骨堂に埋葬された。